# Атантай
Атанта́й (каз. Атантай) — село у складі Каркаралінського району Карагандинської області Казахстану. Входить до складу Кояндинського сільського округу.
Населення — 10 осіб (2021; 37 у 2009, 164 у 1999, 195 у 1989).
Національний склад станом на 1989 рік:
- казахи — 100 %.